# Александър Мосолов (офицер)
Александър Александрович Мосолов (на руски: Александр Александрович Мосолов) е руски офицер, генерал-лейтенант. Дипломат. Участник в Руско-турската война (1877 – 1878).

## Биография
Александър Мосолов е роден на 19 февруари 1854 г. в Рязан в семейство на потомствен дворянин. Ориентира се към военното поприще. Завършва Офицерска кавалерийска школа с назначение в лейбгвардейския Конен полк (1875).
Участва с полка в Руско-турската война (1877 – 1878). След края на войната е първият руски чиновник, назначен от княз Дондуков за началник на руската военна администрация на София през август 1878 г. Остава на този пост до април 1879 г. Заема се да водоснабди, почисти и отопли града. За целта се използват остатъци от стар римски водопровод от Витоша, а по време на една от обиколките си в околностите на града Мосолов открива находищата на въглища край Перник; така руските военни започват да копаят край с. Мошино въглища за отопление на казармите. На този пост Мосолов ръководи инициираното от Дондуков систематично разрушаване на софийските джамии.
Следващото му назначение в България е като флигел-адютант на княз Александър I Батенберг. Тогава ротмистър, става първият командир на Охранителната сотня, по-късно Конвой на Негово величество, а след това Лейбгвардейски конен полк. Изпълнява длъжността от 30 август 1879 до 1883 г. Частта се изгражда освен като почетна, конвойна служба при княза и като образцова войскова единица и изиграва важна роля при Съединението и последвалата Сръбско-българска война.
След Съединението напуска двора и се завръща в Русия заедно с другите руски офицери; според Симеон Радев е уволнен от княза, за да бъдат заети местата от млади български офицери.
Завръща се в Русия и в периода 1900 – 1916 г. е заемащ длъжността Началник на Канцеларията на Императорския двор. Влиза в близкото обкръжение на император Николай II. Завеждал е придворната цензура, т.е. осъществявал е предварително цензуриране на материалите, в които се упоменават особите на Царското семейство.
В края на 1916 г. е назначен за министър-посланик в Румъния.
В хода на Гражданската война се присъединява към Бялата гвардия и воюва срещу болшевиките в Южна Русия. След това заминава в емиграция във Франция.
От 1933 г. се установява в България. Участва в създаването на Общоруския монархически конгрес в Райхенхале (Бавария) през май 1921 г., член е на ръководството на Съюза на обединените монархисти, през 1931 г. възглавява неговата група в Антиб.
Автор е на неоднократно преиздавани спомени „В императорския двор“, които започват да се издават през 1934 г., в средите на руските емигрантски периодически издания, в частност в рижкото списание Для Васъ под заглавие „В двора на последния руски император“. Мемоарите му са издадени и на английски, под заглавието At the Court of the Last Tsar, но съдържанието на англоезичната версия се различава от това на рускоезичната.
Женен е за сестрата на генерал-майор Дмитрий Трепов.

## Награди
Руски:
- Орден „Света Анна“ IV степен (1879);
- Орден „Свети Станислав“ III степен с мечове (1879);
- Орден „Света Анна“ IV степен с мечове (1879);
- Орден „Свети Владимир“ IV степен (1881);
- Орден „Свети Станислав“ II степен (1883);
- Орден „Свети Владимир“ III степен (1904);
- Орден „Свети Станислав“ I степен (1906);
- Орден „Света Анна“ I степен (1910);
- Орден „Свети Владимир“ II степен (1913).

Чуждестранни:
- Орден „Звездата на Румъния“ II степен (1884);
- Сръбски орден „Таковския кръст“ IV степен (1884);
- Черногорски орден „Княз Даниил I“ IV степен (1884);
- Турски орден „Меджидие“ III степен (1884);
- Български орден „Свети Александър“ V степен (1884);
- Български орден „За военни заслуги“ IV степен (1884);
- Германски орден на „Короната“ II степен (1892);
- Бухарски орден на „Изгряващата звезда“ II степен (1893);
- Нидерландски орден „Оран-Насау“ с командирски кръст с мечове (1895);
- Български орден „Свети Александър III степен (1896);
- Австрийски орден на „Железната корона“ II степен (1899);
- Голям кръст към ордена „Звездата на Румъниия“ (1899);
- Турски орден „Османие“ II степен (1901);
- Персийски орден на „Лъва и Слънцето“ II степен (1901);
- Германски орден на „Червения орел“ II степен (1901);
- Френски орден на „Почетния легион“ с командирски кръст (1901);
- Черногорски Орден на „Княз Даниил I“ II степен със звезда (1902);
- Австрийски орден „Франц Йосиф“ с командирски кръст със звезда (1902);
- Български орден „За военни заслуги“ I степен (1902);
- Германски орден на „Грифона“ с голям кръст (1902);
- Германски орден на „Короната“ II степен със звезда (1902);
- Турски орден „Меджидие“ I степен (1903);
- Японски орден на „Свещеното съкровище“ I степен (1903);
- Германски орден на „Филип Великодушни“ I степен (1903).